# Данко Цвјетићанин
Данко Цвјетићанин (Загреб, 16. октобар 1963) је бивши југословенски и хрватски кошаркаш.
У својој каријери је између осталих играо за Партизан и Цибону. Са Цибоном је освојио Куп европских шампиона 1985/86. Каријеру је започео у млађим категоријама Партизана где му је неколико година тренер био и Душко Вујошевић. Једно краће време провео је и на позајмици у ОКК Београду пошто је конкуренција на бековским позицијама била додатно ојачана доласком великог аса Моке Славнића у табор црно–белих.
Са репрезентацијом Југославије освојио је сребрну медаљу на Олимпијским играма 1988. и бронзану медаљу на Светском првенству 1986. а са Хрватском је освојио сребрну медаљу на Олимпијским играма 1992. и бронзане медаље на Европском првенству 1993. и Светском првенству 1994.
Тренутно ради као НБА скаут. Дуго година је радио у Филаделфија севентисиксерсима, а последњих година ради за Бруклин нетсе.

## Клупски трофеји

### Партизан
- Првенство Југославије (1) : 1980/81.

### Цибона
- Куп Југославије (2) : 1985/86, 1987/88.
- Куп европских шампиона (1) : 1985/86.
- Куп победника купова (1) : 1986/87.
- Првенство Хрватске (1) : 1991/92.